# Burg Steinegg (Bonndorf)
Die Burg Steinegg ist die Ruine einer Höhenburg auf einem 720 m ü. NN hohen Bergrücken 400 Meter entfernt von der Ruine der Burg Roggenbach bei Wittlekofen, einem Stadtteil der Stadt Bonndorf im Landkreis Waldshut in Baden-Württemberg.
Die Burg wurde im 12. Jahrhundert von den Herren von Steinegg, die Gefolgsleute der Herzöge von Zähringen waren, erbaut. Nach dem Aussterben der Herren von Steinegg kam die Burg an die Nellenburger. Nach mehreren Besitzerwechseln wurde die Burg 1525 im Bauernkrieg, wie auch die Burg Roggenbach, zerstört.
Von der ehemaligen Burganlage sind noch der Bergfried, der Rest einer sechs Meter hohen Mauer und der 20 Meter tiefe Halsgraben erhalten.
Die mächtige Bergfriedmauer des Erdgeschoßes ist im 18. Jahrhundert mit einem ebenerdigen Durchbruch über Eck »aufgebrochen« worden, der Innenraum ist mit akkurat geglätteten Steinquadern ausgekleidet. Dieser als »Schatzkammer«, »Archiv« oder »Verlies« gedeutete Raum war ursprünglich die Not-Zisterne der Burg.